# 赖克·伯曼
理查德·基思·“赖克”·伯曼（Richard Keith "Rick" Berman，1945年12月25日—），出生于美国纽约市，是一名电视制片人。以其在《星际旅行：下一代》后，担任《星际旅行》系列的执行制片而知名。在吉恩·罗登伯里逝世后，赖克·伯曼逐渐成为了派拉蒙《星际旅行》系列制作的核心人物。